# Tojohito Močizuki
Tojohito Močizuki (japonsko 望月 豊仁), japonski nogometaš, 18. september 1953.
Za japonsko reprezentanco je odigral dve uradni tekmi.